# Cricotopus ateriarsus
Cricotopus ateriarsus är en insektsart som beskrevs av Bhattacharyay 1991. Cricotopus ateriarsus ingår i släktet Cricotopus, och familjen fjädermyggor.
Artens utbredningsområde är Sikkim. Inga underarter finns listade i Catalogue of Life.